# Sturzkampfgeschwader 165
Sturzkampfgeschwader 165 (dobesedno slovensko: Bližinskobojni polk 165; kratica StG 165) je bil jurišni (strmoglavni jurišnik) letalski polk (Geschwader) v sestavi nemške Luftwaffe med drugo svetovno vojno.

## Organizacija
- štab
- I. skupina
- II. skupina
- III. skupina

## Vodstvo polka
Poveljniki polka (Geschwaderkommodore)
- Major Günther Schwartzkopff: 1. november 1938